# Toranj (Pakrac)
Toranj je naselje u Republici Hrvatskoj u Požeško-slavonskoj županiji, u sastavu grada Pakraca.

## Zemljopis
Toranj se nalaze sjeverozapadno od Pakraca, susjedna naselja su Mali Banovac na istoku,  Strižičevac na zapadu te Kapetanovo Polje, Donja Obrijež i Ploštine na sjeveru.

## Stanovništvo
Prema popisu stanovništva iz 2011. godine Toranj je imao 75 stanovnika.
| broj stanovnika | 255   | 427   | 470   | 639   | 698   | 685   | 699   | 723   | 598   | 561   | 527   | 434   | 348   | 292   | 86    | 75    | 72    |
|                 | 1857. | 1869. | 1880. | 1890. | 1900. | 1910. | 1921. | 1931. | 1948. | 1953. | 1961. | 1971. | 1981. | 1991. | 2001. | 2011. | 2021. |